# جنون سرعت: مخفی
جنون سرعت: مخفی (به انگلیسی: Need for Speed: Undercover) یک بازی ویدئویی به سبک مسابقه‌ای از مجموعه بازی‌های جنون سرعت است، که توسط الیور ماریوت طراحی و توسط شرکت ای‌ای بلک باکس ساخته شده و در ۱۸ نوامبر ۲۰۰۸ توسط شرکت الکترونیک آرتس برای مایکروسافت ویندوز، ویندوز موبایل، پلی‌استیشن ۲، پلی‌استیشن ۳، پلی‌استیشن همراه، سیمبیان، وی، اکس‌باکس ۳۶۰، آی‌اواس، نینتندو دی‌اس و تلفن همراه منتشر شد.
بازیکن در این بازی نقش یک مأمور مخفی پلیس را بر عهده دارد که در طول بازی باید در میان افرادی که مخفیانه در خیابان‌ها و اتوبان‌ها اقدام به برگزاری مسابقات غیرقانونی می‌نمایند نفوذ نموده و آن‌ها را در هنگام برگزاری مسابقات غیرقانونی دستگیر نماید. یکی از حالات جدید اضافه شده به بازی حالت Highway Battle نام دارد که در آن بازیکن و رقیبان باید در بزرگراه با یکدیگر به رقابت بپردازند. این مسابقه در یک مسیر مستقیم انجام می‌پذیرد و معمولاً مخصوص رقابت با غول آخرهای بازی است.
بر طبق اظهارات الکترونیک آرتس، جنون سرعت: مخفی بیش از ۵٫۲ میلیون نسخه فروش داشته‌است.

## بازتاب‌ها
| گردآورنده  | امتیاز                          |
| ---------- | ------------------------------- |
| گیم‌رنکینگز | ۶۲.۶۶٪                          |
| متاکریتیک  | ۶۳/۱۰۰ (اکس ۳۶۰) ۵۹/۱۰۰ (پی‌اس۳) |

| ناشر         | امتیاز                            |
| ------------ | --------------------------------- |
| وان‌آپ.کام    | B                                 |
| یوروگیمر     | 5/10                              |
| گیم اینفورمر | 7.0/10                            |
| گیم‌پرو       | 2.5/5                             |
| گیم‌اسپات     | PC & Xbox 360: 7.0/10 PS3: 6.5/10 |
| گیم‌اسپای     | 3/5                               |
| گیم‌تریلرز    | 6.7/10                            |
| آی‌جی‌ان       | PS3: 4.0/10 PC & Xbox 360: 5.0/10 |